# Peter Hlinka
Peter Hlinka (Prešov, 5 dicembre 1978) è un ex calciatore slovacco.